# Boreavia
Boreavia (Boreava orientalis) är en korsblommig växtart som beskrevs av Hippolyte François Jaubert och Édouard Spach. Enligt Catalogue of Life ingår Boreavia i släktet boreavior och familjen korsblommiga växter, men enligt Dyntaxa är tillhörigheten istället släktet boreavior och familjen korsblommiga växter. Arten förekommer tillfälligt i Sverige, men reproducerar sig inte. Inga underarter finns listade i Catalogue of Life.